# 薄叶森林榕
薄叶森林榕（学名：Ficus neriifolia var. nemoralis）为桑科榕属下的一个变种。

## 扩展阅读
- 維基物種上的相關：薄叶森林榕